# Francesco Geminiani

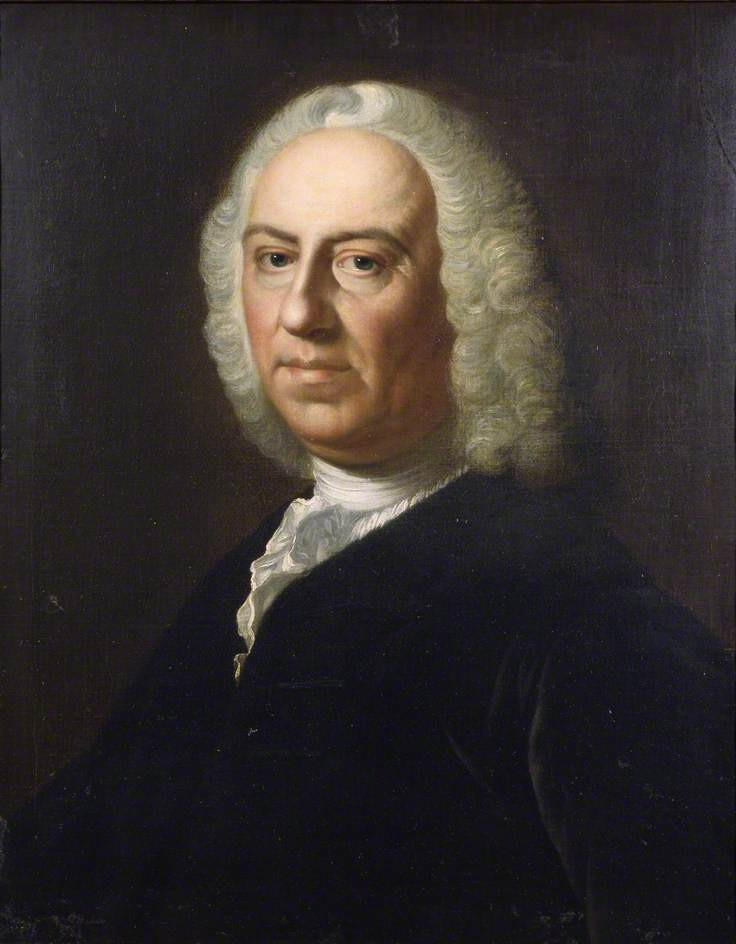
Francesco Geminiani

Francesco (Saverio) Geminiani (Lucca, 5 december 1687 – Dublin, 17 september 1762) was een Italiaans vioolvirtuoos, muziekleraar en componist. Hij studeerde viool, eerst bij Carlo Ambrogio Lonati in Milaan, en daarna bij Arcangelo Corelli. Bij Alessandro Scarlatti studeerde hij compositie. De muziek van Geminiani is vrijer en emotioneler dan die van zijn illustere voorganger en leermeester Corelli.
Geminiani wordt gezien als een belangrijk vioolvirtuoos. Hij had de gewoonte om tijdens een uitvoering te improviseren, waardoor het orkest vaak de aansluiting miste. In 1714 vertrok hij naar Engeland, waar hij gewaardeerd werd door het Engelse hof en de aristocratie als violist, orkestleider en muziekleraar. In 1733 verhuisde hij naar Dublin. Vanwege zijn geloof kon hij er een aanstelling als dirigent niet aannemen. In plaats daarvan gaf hij een reeks van concerten waardoor hij de reputatie kreeg de grootste musicus van zijn tijd te zijn. In Dublin opende hij ook een concertkamer.
Met uitzondering van twee perioden die hij in Dublin doorbracht en één periode in Parijs bleef hij de rest van zijn leven in Engeland. In zijn onderricht introduceerde hij voor het eerst de moderne viooltechniek in Engeland. Zijn Art of Playing on the Violin (1731) is een van de vroegste leerboeken over het vioolspel. Daarnaast schreef hij verscheidene andere theoretische teksten.
Zijn oeuvre bestaat onder meer uit concerti grossi, vioolsonates, cellosonates en klavierstukken.